# Эй, кто-нибудь! (фильм, 1962)
«Эй, кто-нибудь!» — советский чёрно-белый короткометражный художественный фильм 1962 года, дипломная работа студентов ВГИКа Андрея Смирнова и Бориса Яшина по одноимённой одноактной пьесе американского писателя Уильяма Сарояна. Выпущен на экран 14 октября 1963 года.

## Сюжет
Молодой человек приходит в себя в тюремной камере. Вокруг никого нет, и он начинает звать: «Эй, кто-нибудь!». Через некоторое время ему отвечает женский голос, а затем появляется и сама девушка-уборщица, которая задержалась в тот вечер. Как оказалось, парня привезли сюда из другого города и обвиняют в изнасиловании. Муж женщины, которая обвинила парня, ударил его по голове, и он долго был без сознания. В любую минуту муж и его дружки могут нагрянуть, чтобы совершить расправу, поэтому завтра молодого человека переведут в другую тюрьму. Молодой человек разговаривает с девушкой и называет её самой лучшей и красивой девушкой на свете. Он обещает, что они вместе уедут в город у моря, когда он освободится. Он просит её найти ключ или привести кого-нибудь, с кем он мог бы договориться об освобождении, но девушка говорит, что это невозможно. Сама она одинока, и тоже влюбляется в молодого человека. Она говорит, что у её отца есть револьвер, и парень просит принести его ему. Однако затем он достаёт из своего башмака деньги, отдаёт девушке и просит её скорее уезжать из этого города куда угодно.
Девушка убегает за револьвером, после чего к тюрьме подъезжает машина и входит муж потерпевшей. Он угрожает револьвером парню, но тот рассказывает ему, что его жена сама пригласила его в дом и потребовала у него денег, а когда он не дал ей денег, выбежала на улицу и закричала, что её изнасиловали. По реакции мужа становится понятно, что он верит парню, и что это не первый такой случай с его женой, однако он не хочет показать это перед своими дружками. Муж поворачивается, чтобы уйти, но затем оборачивается и убивает парня из револьвера, поле чего уходит. Прибегает девушка, которая не нашла револьвер своего отца. Она разговаривает с теряющим силы парнем, который просит её уехать в город у моря. Наконец, он падает мёртвым на пол.

## В ролях
- Владимир Ивашов — заключённый
- Ольга Гобзева —  девушка
- Владимир Паулус — муж

## История создания
Студенты ВГИКа Андрей Смирнов и Борис Яшин были однокурсниками по мастерской Михаила Ромма и начали работать вместе ещё в студенческие годы. На третьем курсе они с Рамизом Аскеровым и Антоном Воязосом сняли короткометражку по рассказу Анатолия Кузнецова «Юрка — бесштанная команда» (1961). Почувствовав общность интересов, Смирнов и Яшин решили снять вместе и следующий фильм, но уже по театральной пьесе. По словам Андрея Смирнова,

В это время вышли два знаменитых фильма: американский «12 разгневанных мужчин» и французский «Мари-Октябрь». Они поразили тем, что были сняты в одной декорации, практически без выхода на натуру. (…) Экранизируя пьесу, мы могли поупражняться в искусстве создания мизансцен и в работе с актёром".

Роль молодого человека сыграл Владимир Ивашов, уже известный тогда по фильму «Баллада о солдате». Роль девушки стала дебютной для Ольги Гобзевой. В качестве звукооператора картины режиссёры приглашали Бориса Вольского, работавшего ещё с Эйзенштейном и Роммом, однако в результате в этой роли выступил Яков Харон.
По воспоминаниям Бориса Яшина, защита дипломной работы произвела во ВГИКе фурор на фоне имевшего место незадолго до этого выступления Никиты Хрущёва в Манеже против «абстрактного искусства»:

…поначалу нашу дипломную работу вообще объявили абстрактной. Обвинили нас в абстрактном гуманизме — глупость, конечно. На защите дипломной работы Михаил Ильич нас выручил тем, что, когда это прозвучало — «абстрактный гуманизм», он вышел и сказал: «Я думаю, что в этом надо винить меня как мастера, а не моих учеников, потому что я их учил и объяснял во время учёбы, что такое гуманизм в творчестве художника. Но что такое абстрактный гуманизм — я их этому не учил, потому что сам не знаю, что это такое». Потом было долгое заседание кафедры, и всё-таки нам поставили «пятёрки».

Во вгиковской многотиражке «Путь к экрану» появилась рецензия студента киноведческого факультета Юрия Богомолова под названием «Крики, эхо, гулкие шаги» — по словам Андрея Смирнова, «Не то что разгромная, а ещё с чувством превосходства объяснявшая, что наш шедевр — не кино, а чистое пижонство». Впоследствии Смирнов и Богомолов познакомились на футбольном матче и стали друзьями.
Позже фильм «Эй, кто-нибудь!» выходил в прокат в сборнике киноновелл.
После окончания ВГИКа Смирнов и Яшин выступили с совместным полнометражным дебютом, фильмом «Пядь земли».